# فرانسيس تمبل
فرانسيس تمبل (بالإنجليزية: Frances Temple)‏ هي كاتِبة وكاتبة للأطفال أمريكية، ولدت في 15 أغسطس 1945، وتوفيت في 5 يوليو 1995.